# 堅木
堅木、硬木（かたぎ）とは、ブナ、ナラ、ケヤキ、ラワン、マホガニー、チークなどの広葉樹の材木のこと。

## 概要
硬木であり、堅固な木材である。未加工の材面は粗いが、仕上がると美しいものが多く、家具や建具、造作材、床材などに用いられる。
- ブナ
- ナラ
- ケヤキ
- ラワン
- マホガニー
- チーク
- ビワ
- カシ類
- ツゲ
- イペ
- ウリン（ボルネオ鉄木）
- ジャラ
- セランガンバツ（バンキライ）
- バイオレットウッド（Peltogyne）
- ボンゴシ（アゾベ、エッキ）
- スプルース

## 戦時下の需要
第二次世界大戦中、日本は航空機の生産に必要な金属が不足。代替材として硬木を使用せざるを得なくなった。このため1943年に設置された軍需省航空兵器総局第3局木材課を通じて硬木の生産や配給が行われた。